# 蘭澤塔兄弟幫
蘭澤塔兄弟幫（英語：The Lanzetta Brothers，又名（Lanzetti這個拼字是由於報紙拼錯而成的））是一個由六兄弟組成的集團，他們在費城和可能在大西洋城經營非法私酒業務。

## 早年
該幫派有六名兄弟：
- 利奧，出生於1895年
- 皮烏斯（Pius），出生於1898年
- 伊格內修斯，出生於1903年
- 雨果（Hugo），又名威利（Willie），出生於1902年
- 盧西恩（Lucien），出生於1908年
- 泰奧菲洛（Teofilo），又名泰奧（Teo），出生於1910年[2]

他們的父親是伊尼亞齊奧·蘭澤塔（Ignazio Lanzetta），母親是米凱利納·路易西（Michelina Luisi）。

## 禁酒令與走私私酒
當禁酒令在1920年1月生效時，蘭澤塔兄弟組織了一個「酒精蒸煮」（Alky Cooking）的供應網絡，向排房屋（row house）的居民提供了一組家用蒸餾器，並付錢給他們生產可銷售的酒。然後，兄弟們以更高的價格賣出了酒。他們最信任的夥伴包括Louis "Fats" Delrossi和Mike Falcone。兄弟們的犯罪生涯特點是經常被捕和殘忍暴力。
在很多時候，兄弟們與南費城的幾個不同的詐騙販，還有米奇·達菲與他的一些夥伴長期爭執。在1924年至1939年之間，至少有一名兄弟嫌疑參與了不少於15宗謀殺案，包括在對米奇·達菲被謀殺的早期調查階段期間皮烏斯入獄和駁回。兄弟們也是馬克斯·霍夫的犯罪組織的競爭對手。
利奧和伊格內修斯於1925年8月18日在第8街與Catherine街謀殺了敵對的毒品販子兼私酒販喬·布魯諾（Joe Bruno）。布魯諾也是費城犯罪家族中的一名榮譽的男人。

## 逝世與定罪
利奧在1925年8月22日離開第7街與Bainbridge街的一間理髮店時被殺死，為報布魯諾被殺之仇。費城犯罪家族的老大薩爾瓦托雷·薩貝拉被懷疑是殺害利奧的兇手。皮烏斯於1936年12月31日在南第八街726號的一間小餐館裏被殺死。威利在1939年7月2日被發現他的頭放在一個麻布袋裏，腦部有一夥子彈。
蒂奧在1940年因販毒而被定罪，並被送往萊文沃思監獄（Levenworth Prison）。伊格內修斯與Delrossi和Falcone一起因違反新澤西州的「黑幫法」（Gangster Law）而在1936年入獄。
當伊格內修斯出獄時，他與他的兄弟盧西恩和母親逃走至密芝根州的底特律。

## 電視劇改編作品
在HBO電視劇《酒私風雲》的第一季中，蘭澤塔兄弟幫被啟發為努基·湯普森的主要敵人「達萊西奧兄弟幫」（D'Alessio brothers）。達萊西奧兄弟幫與米奇·道爾、查理·盧西安諾、邁爾·蘭斯基和阿諾·羅斯汀一起企圖控制新澤西州大西洋城的私酒生意。在電視劇中，兄弟們的名稱是：利奧（Leo）、伊格內修斯（Ignatius）、馬泰奧（Matteo）、盧西恩（Lucien）、西克斯特斯（Sixtus）和皮烏斯（Pius）。伊格內修斯和皮烏斯被自由職業殺手理查·哈洛射殺而死，馬提歐被大西洋城北邊幫領袖Albert "Chalky" White殺死，盧西恩和利奧被吉米·達摩狄殺死，西斯篤被芝加哥南邊幫的保鏢艾爾·卡彭殺死。

## 蘭澤塔兄弟幫的成員

### 老大
- 利奧·蘭澤塔
- 皮烏斯·蘭澤塔
- 伊格內修斯·蘭澤塔

### 其他成員
- 威利·蘭澤塔
- 蒂奧·蘭澤塔
- 盧西恩·蘭澤塔
- Michael Falcone
- Louis "Fats" Delrossi

### 競爭對手
- 薩爾瓦托雷·薩貝拉
- Giuseppe "Joseph Bruno" Dovi
- 威廉·米高·「米奇·達菲」·庫斯克
- 布魯諾犯罪家族（英语：Philadelphia crime family）

## 外部連結
- Philly gangsters at Philly Neighbors.com
- The Real People of Boardwalk Empire （页面存档备份，存于）